# San Juan Huactzinco (kommun)
San Juan Huactzinco är en kommun i Mexiko.   Den ligger i delstaten Tlaxcala, i den sydöstra delen av landet, 90 km öster om huvudstaden Mexico City. Antalet invånare är 6 821.
Följande samhällen finns i San Juan Huactzinco:
- San Juan Huactzinco